# Glycyphana mirei
Glycyphana mirei är en skalbaggsart som beskrevs av Franz Antoine 1996. Glycyphana mirei ingår i släktet Glycyphana och familjen Cetoniidae. Inga underarter finns listade i Catalogue of Life.